# Muhammad III al-Sadiq
Muḥammad III al-Ṣādiq ibn al-Ḥusayn (in arabo محمد الصادق بن حسين‎?; Il Bardo, 7 febbraio 1813 – Il Bardo, 28 ottobre 1882) è stato Bey di Tunisia dal 1859 fino alla sua morte.

## Regno
Investito del titolo di Principe della Corona il 10 giugno 1855, egli succedette al trono al fratello maggiore Muhammad II ibn al-Husayn nel 1859. Nominato Maggior Generale dell'esercito ottomano il 10 giugno 1855, venne promosso al rango di maresciallo il 10 dicembre 1859.
Il 23 aprile 1861 promulgò la prima vera costituzione del mondo arabo, separando i poteri esecutivo, legale e legislativo, limitando le capacità del Bey e creando un nuovo codice di giustizia e un Consiglio supremo (che collaborava contemporaneamente con un'assemblea e una Corte suprema).
Questa costituzione, inoltre, garantiva agli europei ed agli ebrei, eguali diritti con i musulmani, in particolare quello di possedere beni materiali propri. La nuova situazione legale incoraggiò gli europei a stabilire insediamenti in Tunisia. Questo fatto portò anche a contatti commerciali intensificati con la Francia, aprendo scuole dedicate anche alle donne non musulmane e inaugurando un servizio telegrafico a partire dal 1859, su progetto di aziende francesi.
Il 26 aprile dello stesso anno, Ṣādiq Bey modificò anche le regole per la successione al trono, stabilendo la necessità della legge salica basata sulla primogenitura.
Per rimpiazzare le istituzioni francesi, il governo tunisino inaugurò un nuovo consolato e fondò il primo nucleo della moderna marina militare della Tunisia il 12 gennaio 1862.

## Una moderna capitale
Il Bey supportò inoltre la ditta Colin di Marsiglia che eseguì le riparazioni dell'acquedotto romano presso Zaghouan di modo che potesse assicurare un apporto regolare e sicuro di acqua alla capitale. Nel 1865 circa, iniziò anche una possente opera di ammodernamento del paese e nello specifico della capitale, demolendo le antiche mura cittadine e consentendo l'ampliamento dell'abitato (scomparvero in questa occasione le famose porte della città, denominate Bab Carthagena, Bab Suika, Bab Bnet e Bab El Jazira). Contemporaneamente si procedette, nel 1872, alla vendita degli antichi cannoni che si trovavano sulle torri del sistema murario cittadino, atto dal quale il governo tunisino ricavò non poco denaro che entrò nelle casse dello Stato.
Il quartiere europeo si pose essenzialmente nei pressi della Bāb al-Biḥār (Bab El Bhar), dove costruì strade, un consolato, una chiesa e estese piantagioni di fichi a partire proprio dal 1865 circa. A questo periodo risalgono anche i primi cimiteri europei. Ad ogni modo, a causa degli intrighi di molti ministri di governo (in particolare di Mustafa Khaznadar e Mustafa Ben Isma'il, dalle costanti pressioni dei consoli europei e dalla bancarotta rischiata dallo Stato, questa accoglienza non fu sempre bene accetta dagli europei.
Considerevole, risalente al 12 maggio 1881, è il Trattato del Bardo che vide la Tunisia divenire protettorato francese.
Muhammad ebbe molte mogli, tra cui l'odalisca Lella Kmar, che gli venne regalata dal Sultano ottomano e che avrebbe sposato anche i due Bey suoi successori.
Alla sua morte, Muḥammad III venne sepolto nel mausoleo definito Turbet el-Bey (Turbat al-Bey, cioè "Tomba del Bey") a Tunisi.